# Jan Jönsson
Jan Jönsson (Halmstad, 24 mei 1960) is een voormalig Zweeds voetballer, die na zijn actieve loopbaan het trainersvak instapte.

## Clubcarrière
Jönsson speelde tussen 1978 en 1996 voor achtereenvolgens Halmstads BK, Sanfrecce Hiroshima en Vissel Kobe.

## Trainerscarrière
Jönsson bezorgde Stabæk IF in 2008 de eerste landstitel uit de geschiedenis van de Noorse club.